# Walter Olivera
Walter Daniel Olivera (Parque del Plata, 16 agosto 1953) è un ex calciatore uruguaiano, di ruolo difensore.

## Carriera
Iniziò la carriera nelle giovanili del Peñarol, nel 1970.

## Palmarès

### Club
- Campionato uruguaiano: 7

Peñarol: 1973, 1974, 1975, 1978, 1979, 1981, 1982
Coppa Intercontinentale (mondiale per club)  Peñarol: 1982

### Nazionale
- Campeonato Sudamericano de Football: 1

Copa América 1983